# Drapelul Bosniei și Herțegovinei

Steagul național al Bosniei și Herțegovinei. Raport: 5:3

Drapelul Bosniei și Herțegovinei are o bandă verticală lată de un albastru mijlociu în partea liberă, cu un triunghi isoscel galben adiacent acestei benzi. Restul steagului este albastru cu șapte stele cu cinci colțuri complete și două jumătăți de stea de-a lungul ipotenuzei triunghiului. 
Cele trei vârfuri ale triunghiului simbolizează cele trei națiuni ale Bosniei: bosniacii, croații și sârbii. Stelele, care reprezintă Europa, continuă de sus până jos, într-un șir infinit. Culorile de pe steag sunt de obicei asociate cu neutralitatea și cu pacea - alb, albastru și galben. 